# La Orejeta
La Orejeta är en ort i kommunen Temascaltepec i delstaten Mexiko i Mexiko. Samhället hade 192 invånare vid folkräkningen 2020.